# Cine Palácio
Cine Palácio eram duas salas de cinema (Palácio I e II) na Cinelândia, Rio de Janeiro. Atualmente abriga o Teatro Riachuelo Rio.
Seu edifício apresenta um estilo arquitetônico neomourisco, projeto do arquiteto espanhol Morales de Los Rios, responsável também pelo Centro Cultural da Justiça Federal e do Museu Nacional de Belas Artes. O prédio foi tombado pela prefeitura do município em 2008. Era administrado pelo grupo Severiano Ribeiro até 2008, quando os proprietários do Hotel Ambassador adquiriram o imóvel. Em 2011, foi adquirido pelo Fundo Imobiliário Opportunity.

## Histórico

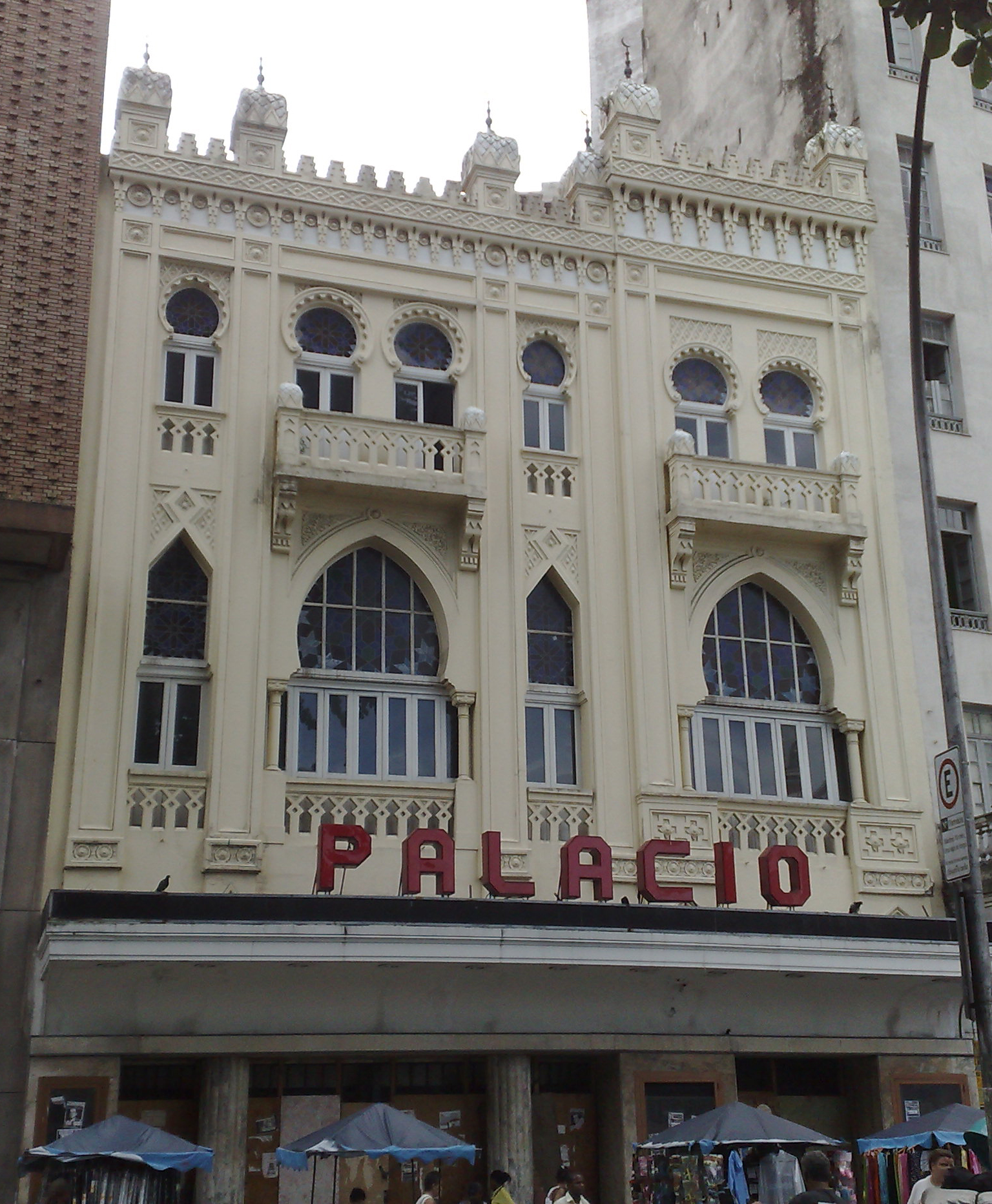
Antiga fachada do Cine Palácio

Inaugurado em 1928,[carece de fontes?] antes funcionava no local casas de espetáculo. Foi o primeiro cinema do Rio de Janeiro a exibir um filme sonoro na década de 1920. Fechou em 2008.

## Teatro Riachuelo Rio
Em 2014, foi anunciado que o prédio que abrigava o antigo cinema seria reformado para se tornar um teatro voltado a musicais. Inicialmente planejado para reabrir como Teatro Aventura, uma parceria da Riachuelo com a Aventura Entretenimento, responsável pelas obras, resultou em direitos de nome para a marca.

Após quase 2 anos de obras e 42 milhões de reais em investimentos, o teatro foi reinaugurado em 26 de agosto de 2016, renomeado de Teatro Riachuelo Rio, com o espetáculo Garota de Ipanema, o Amor É Bossa. A capacidade do espaço é de 1.000 pessoas, dividas em 3 andares de plateia.